# Falling Stars (Film)
Falling Stars ist ein Horrorfilm von Richard Karpala und Gabriel Bienczycki. Eine erste Vorstellung des Films erfolgte Anfang August 2023 beim Locarno Film Festival.

## Handlung
Als die Brüder Mike, Sal und Adam in der Nacht der ersten Ernte, in der die im Himmel lebenden Hexen, die „Sternschnuppen“ genannt werden, mit Früchten und Kräutern als Opfergaben besänftigt werden, erfahren, dass ein Freund von ihnen eine tote Hexe begraben hat, machen sie sich auf den Weg in die Wüste im Süden Kaliforniens, um ihre Überreste selbst zu sehen. Sie finden sie und entweihen ihre Leiche, als Adam versehentlich Bier auf dieser verschüttet. Die einzige Möglichkeit, den Fluch, der nun auf ihrer Familie liegt, zu brechen, besteht darin, den Körper der Hexe vor Sonnenaufgang zu verbrennen.

## Produktion
Regie führten Richard Karpala und Gabriel Bienczycki. Für Karpala, der auch das Drehbuch schrieb und den Filmschnitt verantwortete, handelt es sich nach Iris und Galaxy of Horrors um den dritten Spielfilm, für Bienczycki, der in der Vergangenheit überwiegend als Kameramann tätig war und dies auch bei Falling Stars war, um sein Spielfilmdebüt.
Shaun Duke Jr. spielt den ältesten Bruder Mike, Rene Leech den jüngsten Bruder Adam und Andrew Gabriel den mittleren Bruder Sal. Greg Poppa spielt ihren Freund Rob. Der Pole Piotr Adamczyk und  die US-Amerikanerin Orianna Milne spielen Ouami und Meg. J. Aaron Boykin ist als Barry Boyle, der Sprecher einer fiktiven Sendung in der Anrufer ihre verrückten Geschichten erzählen können, zu hören.
Die Filmmusik komponierte Patrik Herman.
Ein erster Teaser wurde im Juli 2023 vorgestellt. Der Film feierte am 5. August 2023 beim Locarno Film Festival seine Premiere. Im Mai 2024 wurde Falling Stars beim Marché du film vorgestellt. Den Vertrieb übernahm Raven Banner.

## Rezeption

### Kritiken
Von den bei Rotten Tomatoes aufgeführten Kritiken sind 80 Prozent positiv.

### Auszeichnungen
Locarno Film Festival 2023
- Nominierung für den Publikumspreis (Gabriel Bienczycki und Richard Karpala)[7]